# Emmanuel Marie Maximilien de Croÿ-Solre
Emmanuel Marie Maximilien de Croÿ-Solre, principe di Solre (Parigi, 7 luglio 1768 – Le Rœulx, 24 gennaio 1848), è stato un politico e ufficiale francese.

## Biografia
Era il secondogenito di Anne Emmanuel Ferdinand François, VIII duca di Croÿ, e di sua moglie, Augusta Federica di Salm-Kyrburg. 

## Carriera
Il 31 maggio 1815 fu nominato maresciallo di campo. Il 14 novembre 1820 venne eletto membro del collegio dipartimento della Somme. Partecipò all'incoronazione di Carlo X. Il 26 giugno 1825 venne promosso a tenente generale. Nello stesso anno è stato nominato capitano della prima reggimento di guardie del corpo del re. 
Il 5 novembre 1827 entrò nella Camera dei Pari di Francia, dove ha continuato a sostenere il governo fino alla rivoluzione del luglio 1830. 
Dopo gli eventi del 1830 accompagnò Carlo X a Cherbourg, marciando attraverso la città alla testa della sua compagnia, con il suo cappello bianco di piume, la coccarda bianca e blu nonostante l'ostilità della popolazione. 

## Matrimonio
Sposò, il 12 aprile 1788, sua cugina Adélaïde de Croÿ (1768-1846), figlia di Joseph de Croÿ d'Havre. Ebbero tre figli:
- Constance Anne Louise (19 agosto 1789-2 dicembre 1869), sposò il cugino Ferdinand Victor Philippe de Croÿ;
- Adolphe Joseph Frédéric Emmanuel (23 agosto 1790-7 maggio 1803);
- Victor Emmanuel Gabriel (2 aprile 1794-?).

## Ascendenza
|                                          |                                                          |                                                                | Genitori                                                 |  |  | Nonni |  |  | Bisnonni                                                 |  |  | Trisnonni                                               |  |
|                                          |                                                          |                                                                |                                                          |  |  |       |  |  | Philippe Alexandre de Croÿ, principe di Solre-le-Château |  |  | Philippe Emmanuel de Croÿ, principe di Solre-le-Château |  |
|                                          |                                                          |                                                                |                                                          |  |  |       |  |  | Philippe Alexandre de Croÿ, principe di Solre-le-Château |  |  | Philippe Emmanuel de Croÿ, principe di Solre-le-Château |  |
|                                          |                                                          | Anne Marie Françoise de Bournonville                           |                                                          |  |  |       |  |  | Philippe Alexandre de Croÿ, principe di Solre-le-Château |  |  |                                                         |  |
| Emmanuel, duca di Croÿ                   |                                                          |                                                                |                                                          |  |  |       |  |  | Philippe Alexandre de Croÿ, principe di Solre-le-Château |  |  |                                                         |  |
|                                          |                                                          | Marie Marguerite de Millendonk, marchesa di Quesnoy            | Louis Hermann François, conte di Millendonk              |  |  |       |  |  |                                                          |  |  |                                                         |  |
|                                          |                                                          | Marie Marguerite de Millendonk, marchesa di Quesnoy            | Louis Hermann François, conte di Millendonk              |  |  |       |  |  |                                                          |  |  |                                                         |  |
|                                          |                                                          | Marie Marguerite de Millendonk, marchesa di Quesnoy            | Isabelle Philippe de Mailly                              |  |  |       |  |  |                                                          |  |  |                                                         |  |
| Anne Emmanuel, duca di Croÿ              |                                                          | Marie Marguerite de Millendonk, marchesa di Quesnoy            |                                                          |  |  |       |  |  |                                                          |  |  |                                                         |  |
|                                          |                                                          | François, duca d'Harcourt                                      | Henri, duca d'Harcourt                                   |  |  |       |  |  |                                                          |  |  |                                                         |  |
|                                          |                                                          | François, duca d'Harcourt                                      | Henri, duca d'Harcourt                                   |  |  |       |  |  |                                                          |  |  |                                                         |  |
|                                          |                                                          | François, duca d'Harcourt                                      | Marie Anne Claude Brûlart de Genlis, marchesa d'Esterney |  |  |       |  |  |                                                          |  |  |                                                         |  |
| Angélique d'Harcourt                     |                                                          | François, duca d'Harcourt                                      |                                                          |  |  |       |  |  |                                                          |  |  |                                                         |  |
|                                          |                                                          | Marie Madeleine Le Tellier                                     | Louis François Le Tellier, marchese di Barbezieux        |  |  |       |  |  |                                                          |  |  |                                                         |  |
|                                          |                                                          | Marie Madeleine Le Tellier                                     | Louis François Le Tellier, marchese di Barbezieux        |  |  |       |  |  |                                                          |  |  |                                                         |  |
|                                          |                                                          | Marie Madeleine Le Tellier                                     | Marie Thérèse Delphine d'Alègre                          |  |  |       |  |  |                                                          |  |  |                                                         |  |
| Emmanuel Marie Maximilien de Croÿ-Solre  |                                                          | Marie Madeleine Le Tellier                                     |                                                          |  |  |       |  |  |                                                          |  |  |                                                         |  |
|                                          | Heinrich Gabriel, vilgravio e renegravio di Salm-Kyrburg | Carl Florentin, vilgravio e renegravio di Salm-Dhaun-Neufville |                                                          |  |  |       |  |  |                                                          |  |  |                                                         |  |
|                                          | Heinrich Gabriel, vilgravio e renegravio di Salm-Kyrburg | Carl Florentin, vilgravio e renegravio di Salm-Dhaun-Neufville |                                                          |  |  |       |  |  |                                                          |  |  |                                                         |  |
|                                          | Heinrich Gabriel, vilgravio e renegravio di Salm-Kyrburg | Marie Gabriele de Lalaing                                      |                                                          |  |  |       |  |  |                                                          |  |  |                                                         |  |
| Philipp Joseph, principe di Salm-Kyrburg | Heinrich Gabriel, vilgravio e renegravio di Salm-Kyrburg |                                                                |                                                          |  |  |       |  |  |                                                          |  |  |                                                         |  |
|                                          |                                                          | Marie Thérèse de Croÿ, baronessa di Fay                        | Philippe François de Croÿ, marchese di Warneck           |  |  |       |  |  |                                                          |  |  |                                                         |  |
|                                          |                                                          | Marie Thérèse de Croÿ, baronessa di Fay                        | Philippe François de Croÿ, marchese di Warneck           |  |  |       |  |  |                                                          |  |  |                                                         |  |
|                                          |                                                          | Marie Thérèse de Croÿ, baronessa di Fay                        | Claudine Françoise de La Pierre du Fay                   |  |  |       |  |  |                                                          |  |  |                                                         |  |
| Auguste Friederike zu Salm-Kyrburg       |                                                          | Marie Thérèse de Croÿ, baronessa di Fay                        |                                                          |  |  |       |  |  |                                                          |  |  |                                                         |  |
|                                          |                                                          | Maximilian Emmanuel, principe di Hornes                        | Philippe Emmanuel, principe di Hornes                    |  |  |       |  |  |                                                          |  |  |                                                         |  |
|                                          |                                                          | Maximilian Emmanuel, principe di Hornes                        | Philippe Emmanuel, principe di Hornes                    |  |  |       |  |  |                                                          |  |  |                                                         |  |
|                                          |                                                          | Maximilian Emmanuel, principe di Hornes                        | Marie Anne Antoinette de Ligne                           |  |  |       |  |  |                                                          |  |  |                                                         |  |
| Maria Theresia de Hornes                 |                                                          | Maximilian Emmanuel, principe di Hornes                        |                                                          |  |  |       |  |  |                                                          |  |  |                                                         |  |
|                                          |                                                          | Marie Thérèse Charlotte Bruce, baronessa di Melsbroek          | Thomas Bruce, III conte di Elgin                         |  |  |       |  |  |                                                          |  |  |                                                         |  |
|                                          |                                                          | Marie Thérèse Charlotte Bruce, baronessa di Melsbroek          | Thomas Bruce, III conte di Elgin                         |  |  |       |  |  |                                                          |  |  |                                                         |  |
|                                          |                                                          | Marie Thérèse Charlotte Bruce, baronessa di Melsbroek          | Charlotte d'Argenteau, contessa d'Esneux                 |  |  |       |  |  |                                                          |  |  |                                                         |  |
|                                          |                                                          | Marie Thérèse Charlotte Bruce, baronessa di Melsbroek          |                                                          |  |  |       |  |  |                                                          |  |  |                                                         |  |